# 博因河
博因河（英語：River Boyne）是爱尔兰倫斯特省的一条河流，长约112公里，起点在基尔代尔郡卡伯里附近，向东北汇入爱尔兰海。其上有两条桥梁，分别为西部的博因河大桥（Boyne River Bridge）和东部的博因高架桥（Boyne Viaduct）。
尽管并不长，但博因河在爱尔兰历史上有很重大的意义。 博因河战役便发生于此。沿河还有特里姆、特里姆城堡、塔拉山、納文、斯莱恩、博因宫、梅利芬特修道院和德罗赫达等文化古迹。

## 历史
希腊地理学家托勒密在2世纪绘制的爱尔兰地图上就包括博因河 ，名字为（Bouwinda）或“Βουβινδα”（Boubinda）。在中世纪，威尔士的杰拉德称它为“Boandus”。在愛爾蘭神話中，这条河是由女神Boann创造的，而“Boyne”是女神名字的英文形式。